# Vuelta Ciclista del Uruguay 2018
La 75.ª edición del Vuelta Ciclista del Uruguay se celebró entre el 23 de marzo y el 1 de abril de 2018. El recorrido consistió de un total de diez etapas de las cuales la segunda y la octava etapa se dividen en dos subetapas para un total de doce fracciones sobre una distancia total de 1619,5 km.
La carrera forma parte del circuito UCI America Tour 2018 dentro de la categoría 2.2 y fue ganada por tercera vez por el ciclista brasileño Magno Nazaret del equipo Funvic-São José dos Campos. El podio lo completaron el ciclista argentino Juan Pablo Dotti del equipo Sindicato de Empleados Públicos de San Juan y el ciclista uruguayo Agustín Moreira del Club Ciclista Cerro Largo.

## Equipos participantes
Tomaron la partida un total de 26 equipos, 3 de ellos de categoría Continental y 23 equipos Regionales y de Clubes, siendo 19 locales y 7 extranjeros, quienes conformaron un pelotón de 138 ciclistas de los cuales terminaron 106.
| Equipos continentales (3)- Asociación Civil Agrupación Virgen de Fátima - Sindicato de Empleados Públicos de San Juan - Municipalidad de Pocito Equipos regionales y de clubes (23)- Club Ciclista Cerro Largo - Club Ciclista San Antonio de Florida - Club Ciclista Ciudad del Plata - Club Estudiantes El Colla - Club Ciclista Cardona Wanderers - Club Ciclista Centro Uruguay de Vergara - Club Ciclista Fénix - Club Ciclista Audax de Flores - Schneck Alas Rojas de Santa Lucía - Club Ciclista Nacional Melo - Club Atlético Juventud de Las Piedras - Club Ciclista Artigas de San Ramón - Club Belo Horizonte - Club Ciclista Rodríguez - Club Ciclista Peñarol de Colonia - Club ciclista 2 de mayo - Team Scott - Club Ciclista Nacional de Tala - Sindicato Argentino de la Televisión - Funvic-São José dos Campos - Bandes-Bicicletas Castilla - São Francisco Saúde-Klabin-SME Ribeirão Preto - Club Ciclista Social y Deportivo Amanecer |
| |

## Etapas
| Etapa       | Fecha     | Recorrido                                   | type                     | Distancia (km) | Ganador                    | Líder            |
| ----------- | --------- | ------------------------------------------- | ------------------------ | -------------- | -------------------------- | ---------------- |
| 1.ª etapa   | 23 de mar | Atlántida – Castillos                       | etapa escarpada          | 201,6          | Adrián Richeze             | Adrián Richeze   |
| 2.ª etapa A | 24 de mar | La Paloma – Rocha                           | contrarreloj por equipos | 25,3           | Funvic-São José dos Campos | Adrián Richeze   |
| 2.ª etapa B | 24 de mar | Rocha – Piriápolis                          | etapa escarpada          | 122,2          | Juan Pablo Dotti           | Juan Pablo Dotti |
| 3.ª etapa   | 25 de mar | Soca – Rosario                              | etapa escarpada          | 188,5          | Cristian Egídio            | Juan Pablo Dotti |
| 4.ª etapa   | 26 de mar | Cardona – Mercedes                          | etapa escarpada          | 165,1          | Héctor Lucero              | Juan Pablo Dotti |
| 5.ª etapa   | 27 de mar | Young – Durazno                             | etapa escarpada          | 164,1          | Héctor Aguilar             | Juan Pablo Dotti |
| 6.ª etapa   | 28 de mar | Durazno – Tacuarembó                        | etapa escarpada          | 199,9          | Rafael Andriato            | Juan Pablo Dotti |
| 7.ª etapa   | 29 de mar | Tacuarembó – Las Toscas                     | etapa escarpada          | 113,1          | Arthur García              | Juan Pablo Dotti |
| 8.ª etapa A | 30 de mar | Melo – Melo                                 | contrarreloj individual  | 22,8           | Magno Nazaret              | Magno Nazaret    |
| 8.ª etapa B | 30 de mar | Melo – Treinta y Tres                       | etapa escarpada          | 106,7          | Héctor Aguilar             | Magno Nazaret    |
| 9.ª etapa   | 31 de mar | Treinta y Tres – Minas                      | etapa escarpada          | 165            | Pablo Anchieri             | Magno Nazaret    |
| 10.ª etapa  | 1 de abr  | Minas – San Felipe y Santiago de Montevideo | etapa escarpada          | 145,2          | Héctor Lucero              | Magno Nazaret    |

## Clasificaciones
Las clasificaciones finalizaron de la siguiente forma:

### Clasificación general
| \| Clasificación general \| Clasificación general \| Clasificación general \| Clasificación general \| Clasificación general \| \| Ciclista \| Ciclista \| Equipo \| Tiempo \| \| \| --------------------- \| --------------------- \| -------------------------------------------- \| --------------------- \| --------------------- \| \| 1.º \| Magno Nazaret \| \| 38 h 57 min 22 s \| \| \| 2.º \| Juan Pablo Dotti \| Sindicato de Empleados Públicos de San Juan \| + 23 s \| \| \| 3.º \| Agustín Moreira \| Club Ciclista Cerro Largo \| + 57 s \| \| \| 4.º \| Juan Melivillo \| Municipalidad de Pocito \| + 1 min 15 s \| \| \| 5.º \| Flavio Cardoso \| Funvic-São José dos Campos \| + 1 min 28 s \| \| \| 6.º \| Matías Presa \| Club Ciclista Cerro Largo \| + 1 min 30 s \| \| \| 7.º \| Richard Mascarañas \| Schneck Alas Rojas de Santa Lucía \| + 1 min 55 s \| \| \| 8.º \| Sebastián Trillini \| Sindicato Argentino de la Televisión \| + 2 min 53 s \| \| \| 9.º \| Adrián Richeze \| Asociación Civil Agrupación Virgen de Fátima \| + 3 min 06 s \| \| \| 10.º \| Mauricio Muller \| Sindicato de Empleados Públicos de San Juan \| + 3 min 12 s \| \| |                    |                                              |                  |
| |                    |                                              |                  |
| Fuente: ProCyclingStats |                    |                                              |                  |
| Clasificación general |                    |                                              |                  |
| Ciclista | Ciclista           | Equipo                                       | Tiempo           |
| 1.º | Magno Nazaret      |                                              | 38 h 57 min 22 s |
| 2.º | Juan Pablo Dotti   | Sindicato de Empleados Públicos de San Juan  | + 23 s           |
| 3.º | Agustín Moreira    | Club Ciclista Cerro Largo                    | + 57 s           |
| 4.º | Juan Melivillo     | Municipalidad de Pocito                      | + 1 min 15 s     |
| 5.º | Flavio Cardoso     | Funvic-São José dos Campos                   | + 1 min 28 s     |
| 6.º | Matías Presa       | Club Ciclista Cerro Largo                    | + 1 min 30 s     |
| 7.º | Richard Mascarañas | Schneck Alas Rojas de Santa Lucía            | + 1 min 55 s     |
| 8.º | Sebastián Trillini | Sindicato Argentino de la Televisión         | + 2 min 53 s     |
| 9.º | Adrián Richeze     | Asociación Civil Agrupación Virgen de Fátima | + 3 min 06 s     |
| 10.º | Mauricio Muller    | Sindicato de Empleados Públicos de San Juan  | + 3 min 12 s     |

### Clasificación de la montaña(Premio Cima)
| Clasificación de la montaña | Clasificación de la montaña | Clasificación de la montaña                   | Clasificación de la montaña | Clasificación de la montaña |
| Ciclista                    | Ciclista                    | Equipo                                        | Puntos                      |                             |
| --------------------------- | --------------------------- | --------------------------------------------- | --------------------------- | --------------------------- |
| 1.º                         | Fernando Méndez             | Club Ciclista Ciudad del Plata                | 37 pts                      |                             |
| 2.º                         | Juan Pablo Dotti            | Sindicato de Empleados Públicos de San Juan   | 36 pts                      |                             |
| 3.º                         | Rodrigo Araújo de Melo      | São Francisco Saúde-Klabin-SME Ribeirão Preto | 32 pts                      |                             |
| 4.º                         | Santiago Méndez             | Club Ciclista Fénix                           | 13 pts                      |                             |
| 5.º                         | Atílio Fetter               | São Francisco Saúde-Klabin-SME Ribeirão Preto | 10 pts                      |                             |
| 6.º                         | Diego González Suárez       | Club Ciclista Cerro Largo                     | 10 pts                      |                             |
| 7.º                         | Iván Ruiz                   | Sindicato Argentino de la Televisión          | 9 pts                       |                             |
| 8.º                         | Gerardo Atencio             | Municipalidad de Pocito                       | 7 pts                       |                             |
| 9.º                         | Néstor Ramos                | Club Ciclista Nacional Melo                   | 6 pts                       |                             |
| 10.º                        | Cristian Egídio             | São Francisco Saúde-Klabin-SME Ribeirão Preto | 5 pts                       |                             |

### Clasificación de las metas volantes(Premio Sprinter)
| Clasificación de las metas volantes | Clasificación de las metas volantes | Clasificación de las metas volantes           | Clasificación de las metas volantes | Clasificación de las metas volantes |
| Ciclista                            | Ciclista                            | Equipo                                        | Puntos                              |                                     |
| ----------------------------------- | ----------------------------------- | --------------------------------------------- | ----------------------------------- | ----------------------------------- |
| 1.º                                 | Nicolás Naranjo                     | Asociación Civil Agrupación Virgen de Fátima  | 19 pts                              |                                     |
| 2.º                                 | Pablo Anchieri                      | Club Estudiantes El Colla                     | 17 pts                              |                                     |
| 3.º                                 | Santiago Méndez                     | Club Ciclista Fénix                           | 14 pts                              |                                     |
| 4.º                                 | Cristhian Gutiérrez                 | Club Estudiantes El Colla                     | 11 pts                              |                                     |
| 5.º                                 | Alexander Gutíerrez                 | Club Estudiantes El Colla                     | 10 pts                              |                                     |
| 6.º                                 | Enrique Díaz                        | Bandes-Bicicletas Castilla                    | 6 pts                               |                                     |
| 7.º                                 | Johnatan Hornos                     | Club Ciclista Peñarol de Colonia              | 4 pts                               |                                     |
| 8.º                                 | Juan Melivillo                      | Municipalidad de Pocito                       | 3 pts                               |                                     |
| 9.º                                 | Sebastián Trillini                  | Sindicato Argentino de la Televisión          | 3 pts                               |                                     |
| 10.º                                | Rodrigo Araújo de Melo              | São Francisco Saúde-Klabin-SME Ribeirão Preto | 3 pts                               |                                     |

### Clasificación sub-23
| Clasificación sub-23 | Clasificación sub-23 | Clasificación sub-23                          | Clasificación sub-23 | Clasificación sub-23 |
| Ciclista             | Ciclista             | Equipo                                        | Tiempo               |                      |
| -------------------- | -------------------- | --------------------------------------------- | -------------------- | -------------------- |
| 1.º                  | Fernando Gil         | Sindicato Argentino de la Televisión          | 39 h 03 min 02 s     |                      |
| 2.º                  | Gerardo Atencio      | Municipalidad de Pocito                       | + 1 min 11 s         |                      |
| 3.º                  | Ezequiel Rodríguez   | Club Ciclista Fénix                           | + 1 min 44 s         |                      |
| 4.º                  | Eric Fagúndez        | Club Ciclista Nacional Melo                   | + 1 min 50 s         |                      |
| 5.º                  | André Gohr           | Funvic-São José dos Campos                    | + 2 min 19 s         |                      |
| 6.º                  | Hernán Silvera       | Team Scott                                    | + 5 min 31 s         |                      |
| 7.º                  | Atílio Fetter        | São Francisco Saúde-Klabin-SME Ribeirão Preto | + 12 min 08 s        |                      |
| 8.º                  | Nahuel Alarcón       | Club Ciclista Cardona Wanderers               | + 12 min 34 s        |                      |
| 9.º                  | Iván Ruiz            | Sindicato Argentino de la Televisión          | + 14 min 20 s        |                      |
| 10.º                 | Luis Oliveira        | Club Atlético Juventud de Las Piedras         | + 16 min 35 s        |                      |

### Clasificación por equipos
| Clasificación por equipos | Clasificación por equipos                     | Clasificación por equipos | Clasificación por equipos |
| Equipo                    | Equipo                                        | Tiempo                    |                           |
| ------------------------- | --------------------------------------------- | ------------------------- | ------------------------- |
| 1.º                       | Funvic-São José dos Campos                    | 116 h 00 min 01 s         |                           |
| 2.º                       | São Francisco Saúde-Klabin-SME Ribeirão Preto | + 3 min 26 s              |                           |
| 3.º                       | Asociación Civil Agrupación Virgen de Fátima  | + 8 min 40 s              |                           |
| 4.º                       | Sindicato Argentino de la Televisión          | + 9 min 29 s              |                           |
| 5.º                       | Sindicato de Empleados Públicos de San Juan   | + 9 min 38 s              |                           |
| 6.º                       | Club Ciclista Cerro Largo                     | + 9 min 49 s              |                           |
| 7.º                       | Club Ciclista San Antonio de Florida          | + 10 min 38 s             |                           |
| 8.º                       | Club Ciclista Ciudad del Plata                | + 11 min 09 s             |                           |
| 9.º                       | Municipalidad de Pocito                       | + 13 min 06 s             |                           |
| 10.º                      | Club Estudiantes El Colla                     | + 19 min 36 s             |                           |

## Evolución de las clasificaciones
| Etapa                   | Vencedor                   | Clasificación general | Clasificación de la montaña | Clasificación de las metas volantes | Clasificación sub-23 | Clasificación del mejor uruguayo | Clasificación por equipos  |
| ----------------------- | -------------------------- | --------------------- | --------------------------- | ----------------------------------- | -------------------- | -------------------------------- | -------------------------- |
| 1.ª                     | Adrián Richeze             | Adrián Richeze        | Juan Pablo Dotti            | Nicolás Méndez                      | Fernando Gil         | Matías Presa                     | Virgen de Fátima           |
| 2.ª A                   | Funvic-São José dos Campos | Adrián Richeze        | Juan Pablo Dotti            | Nicolás Méndez                      | Fernando Gil         | Matías Presa                     | Virgen de Fátima           |
| 2.ª B                   | Juan Pablo Dotti           | Juan Pablo Dotti      | Juan Pablo Dotti            | Nicolás Naranjo                     | Fernando Gil         | Agustín Moreira                  | Ciudad del Plata           |
| 3.ª                     | Cristian Egídio            | Juan Pablo Dotti      | Juan Pablo Dotti            | Nicolás Naranjo                     | Fernando Gil         | Agustín Moreira                  | São Francisco Saúde        |
| 4.ª                     | Héctor Lucero              | Juan Pablo Dotti      | Fernando Méndez             | Pablo Anchieri                      | Fernando Gil         | Agustín Moreira                  | São Francisco Saúde        |
| 5.ª                     | Hector Aguilar             | Juan Pablo Dotti      | Juan Pablo Dotti            | Pablo Anchieri                      | Fernando Gil         | Agustín Moreira                  | São Francisco Saúde        |
| 6.ª                     | Rafael Andriato            | Juan Pablo Dotti      | Rodrigo Araujo              | Pablo Anchieri                      | Fernando Gil         | Agustín Moreira                  | São Francisco Saúde        |
| 7.ª                     | Arthur García              | Juan Pablo Dotti      | Rodrigo Araujo              | Pablo Anchieri                      | Fernando Gil         | Agustín Moreira                  | São Francisco Saúde        |
| 8.ª A                   | Magno Nazaret              | Magno Nazaret         | Rodrigo Araujo              | Pablo Anchieri                      | Fernando Gil         | Agustín Moreira                  | Funvic-São José dos Campos |
| 8.ª B                   | Hector Aguilar             | Magno Nazaret         | Fernando Méndez             | Nicolás Naranjo                     | Fernando Gil         | Agustín Moreira                  | Funvic-São José dos Campos |
| 9.ª                     | Pablo Anchieri             | Magno Nazaret         | Fernando Méndez             | Nicolás Naranjo                     | Fernando Gil         | Agustín Moreira                  | Funvic-São José dos Campos |
| 10.ª                    | Héctor Lucero              | Magno Nazaret         | Fernando Méndez             | Nicolás Naranjo                     | Fernando Gil         | Agustín Moreira                  | Funvic-São José dos Campos |
| Clasificaciones finales | Clasificaciones finales    | Magno Nazaret         | Fernando Méndez             | Nicolás Naranjo                     | Fernando Gil         | Agustín Moreira                  | Funvic-São José dos Campos |

## UCI World Ranking
La Vuelta Ciclista del Uruguay otorga puntos para el UCI America Tour 2018 y el UCI World Ranking, este último para corredores de los equipos en las categorías Profesional Continental y Equipos Continentales. Las siguientes tablas muestran el baremo de puntuación y los 10 corredores que obtuvieron más puntos:
| Posición              | 1.º | 2.º | 3.º | 4.º | 5.º | 6.º | 7.º | 8.º | 9.º | 10.º |
| Clasificación general | 40  | 30  | 25  | 20  | 15  | 10  | 5   | 3   | 3   | 3    |
| Por etapa             | 7   | 3   | 1   |     |     |     |     |     |     |      |
| Líder                 | 1   |     |     |     |     |     |     |     |     |      |

| Clasificación | Clasificación    | Clasificación                                | Clasificación | Clasificación | Clasificación | Clasificación |
| Posición      | Ciclista         | Equipo                                       | General       | Etapa         | Líder         | Total         |
| ------------- | ---------------- | -------------------------------------------- | ------------- | ------------- | ------------- | ------------- |
| 1.º           | Magno Nazaret    | Funvic-São José dos Campos                   | 40            | 7             | 3             | 50            |
| 2.º           | Juan Pablo Dotti | Sindicato de Empleados Públicos de San Juan  | 30            | 10            | 6             | 46            |
| 3.º           | Agustín Moreira  | Club Ciclista Cerro Largo                    | 25            | 3             |               | 28            |
| 4.º           | Juan Melivillo   | Municipalidad de Pocito                      | 20            |               |               | 20            |
| 5.º           | Flavio Cardoso   | Funvic-São José dos Campos                   | 15            | 1             |               | 16            |
| 6.º           | Matías Presa     | Club Ciclista Cerro Largo                    | 10            | 6             |               | 16            |
| 7.º           | Héctor Aguilar   | Club Ciclista Social y Deportivo Amanecer    |               | 16            |               | 16            |
| 8.º           | Héctor Lucero    | Municipalidad de Pocito                      |               | 14            |               | 14            |
| 9.º           | Adrián Richeze   | Asociación Civil Agrupación Virgen de Fátima | 3             | 7             | 2             | 12            |
| 10.º          | Rafael Andriato  | São Francisco Saúde                          |               | 11            |               | 11            |